# Metaplazja
Metaplazja (przetwarzanie) – pojęcie z zakresu patomorfologii oznaczające pojawienie się komórek odmiennych czynnościowo i morfologicznie od swojej macierzy. Dotyczy ono tkanki łącznej oraz nabłonkowej. 
Metaplazja jest sytuacją, w której komórki zmieniły swój pierwotny, dojrzały typ zróżnicowania w inny typ zróżnicowanych komórek, również dojrzałych, w odpowiedzi adaptacyjnej na chroniczne podrażnienie, patogen lub karcynogen. Metaplazja tym różni się od dysplazji, że w przypadku komórek dysplastycznych zmiany są zakodowane w ich genomie i przekazywane komórkom potomnym. Na podłożu metaplazji (zwłaszcza w tkance nabłonkowej) częściej rozwijają się nowotwory. 

## Przykłady
- metaplazja płaskonabłonkowa błony śluzowej dróg oddechowych – zastąpienie prawidłowego nabłonka wielorzędowego migawkowego nabłonkiem płaskim, normalnie tam niewystępującym
- metaplazja nabłonka wielowarstwowego płaskiego przełyku do nabłonka walcowatego w przełyku Barretta
- metaplazja tkanki łącznej o charakterze kostnienia, na przykład w bliznach i migdałkach podniebiennych
- metaplastyczne kostnienie chrząstek krtani, tchawicy i oskrzeli w wieku starczym